# Meridiano (acupuntura)

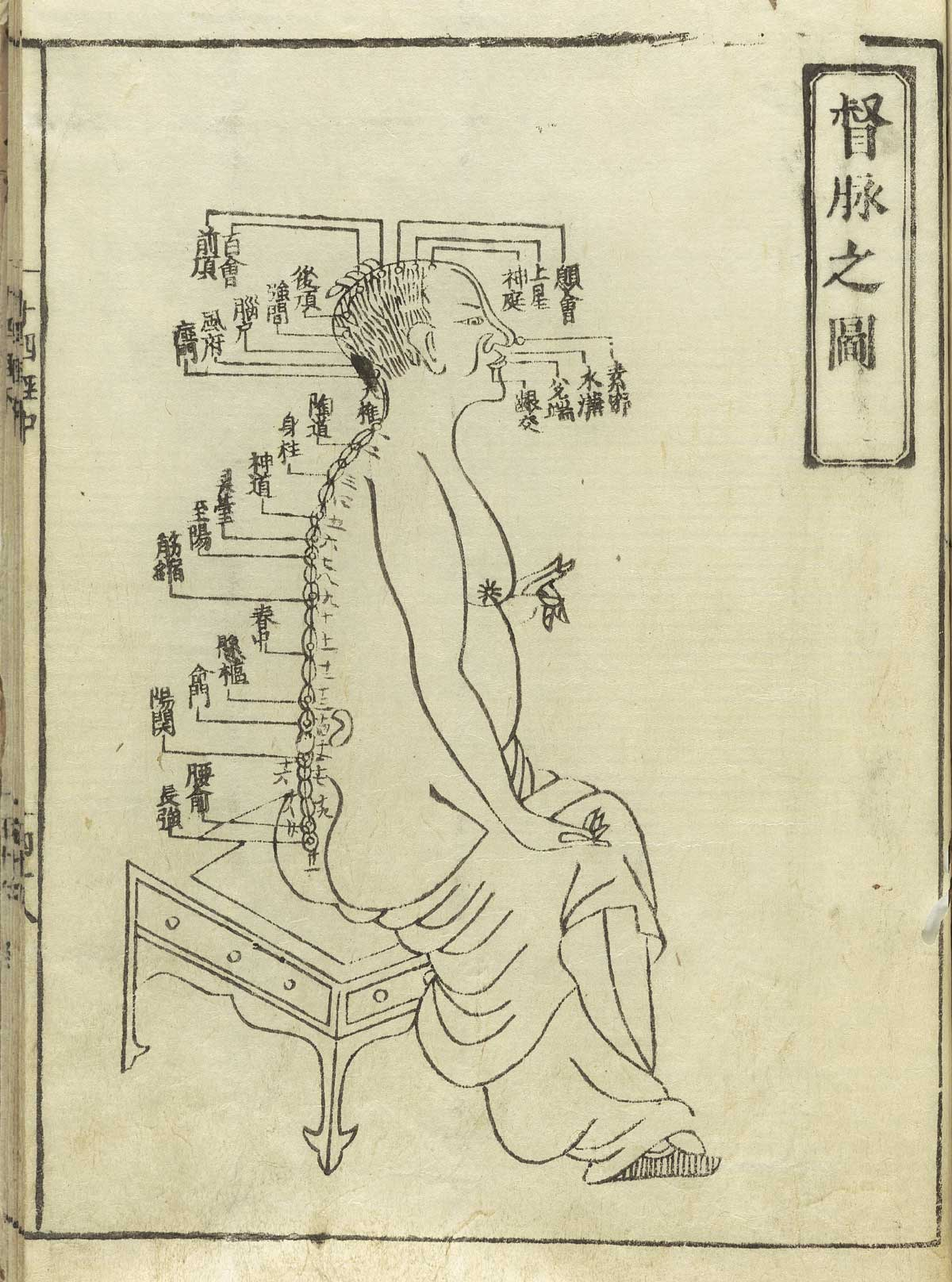
O Meridiano do Vaso Governador (Tou Mo)

Meridianos são  "canais de energia" (经络 - Jīng Luò), citados na acupuntura e outras práticas da medicina tradicional chinesa. Não há evidência científica da existência de tais canais.

## As energias
Segundo esta literatura, existem vários tipos de energias, o qi (氣, também grafado chi ou ki), que percorrem o corpo. A energia que recebemos de nossos ancestrais, a energia que adquirimos pelo ar e alimentos, que circula internamente, e a energia protetora, que circula mais externamente.
Os meridianos são os canais por onde o qi percorre o corpo. Através de estímulos em determinados pontos do meridiano, pode-se reequilibrar as energias do corpo e de órgãos.

## Classificação dos meridianos
Existem várias formas de classificar/agrupar os meridianos, dependendo dos pontos de referências relacionados. Como por exemplo:
- meridianos Yin ou Yang (veja também: yin yang);
- meridianos principais, também conhecidos por regulares. Existem em pares (bilaterais - um para cada lado direito/esquerdo do corpo). São em número de 12 pares. Eles estão relacionados com órgãos, vísceras ou funções. Existe ainda uma classificação dos elementos chineses para estes meridianos: metal (ar), água, madeira, fogo e terra.
- meridianos extraordinários, também conhecidos por vasos maravilhosos, particulares, curiosos ou estranhos. São em número de 8.
- meridianos distintos. São em número de 12.
- meridianos tendino-musculares. São em número de 12.
- Vasos Lo longitudinais e transversais.

### Os Meridianos Principais
Os 12 meridianos principais podem ser melhor visualizados nesta tabela.
| Meridiano         | Nome Chinês         | Sigla | Polaridade | Total de Pontos |
| ----------------- | ------------------- | ----- | ---------- | --------------- |
| Pulmão            | Fei (肺經)          | P     | Yin        | 11              |
| Intestino Grosso  | Da Chang (大腸經)   | IG    | Yang       | 20              |
| Estômago          | Wei (胃經)          | E     | Yang       | 45              |
| Baço/Pâncreas     | Pi (脾經)           | BP    | Yin        | 21              |
| Coração           | Xin (心經)          | C     | Yin        | 9               |
| Intestino Delgado | Xiao Chang (小腸經) | ID    | Yang       | 19              |
| Bexiga            | Pang Guan (膀胱經)  | B     | Yang       | 67              |
| Rins              | Shen (腎經)         | R     | Yin        | 27              |
| Pericárdio        | Xin Bao (心包經)    | PC    | Yin        | 9               |
| Triplo Aquecedor  | San Jiao (三焦經)   | TA    | Yang       | 23              |
| Vesícula-biliar   | Dan (膽經)          | VB    | Yang       | 44              |
| Figado            | Gan (肝經)          | F     | Yin        | 14              |

#### Ordem e fluxo energético
As energias percorrem os meridianos por uma ordem específica (como pulmão, intestino grosso, estômago, …).
Também existe um sentido determinado, em relação as divisões do corpo: cabeça, tronco e membros. Na acupuntura o fluxo da energia segue os seguintes sentidos:
- do tronco para as mãos,
- das mãos para cabeça,
- da cabeça para os pés,
- dos pés para o tronco (e novamente para as mãos).

Assim, unindo estes dois princípios (a sequência dos meridianos e a ordem nas divisões do corpo), podemos deduzir a seguinte disposição geral dos meridianos:
| Meridiano              | Origem | Destino |
| ---------------------- | ------ | ------- |
| Pulmão (P)             | tronco | mãos    |
| Intestino Grosso (IG)  | mãos   | cabeça  |
| Estômago (E)           | cabeça | pés     |
| Baço (BA)              | pés    | tronco  |
| Coração (C)            | tronco | mãos    |
| Intestino Delgado (ID) | mãos   | cabeça  |
| Bexiga (B)             | cabeça | pés     |
| Rins (R)               | pés    | tronco  |
| Pericárdio (PC)        | tronco | mãos    |
| Triplo Aquecedor (TA)  | mãos   | cabeça  |
| Vesícula-biliar (VB)   | cabeça | pés     |
| Figado (F)             | pés    | tronco  |

Esta visão geral, permite-nos verificar que existe uma relação natural (seqüência) entre o fluxo da energia que passa pelos meridianos. Assim um bloqueio da energia no meridiano do Pulmão pode diminuir a energia do meridiano subseqüente ou seja o meridiano do Intestino Grosso.
Existem muitas outras relações entre os meridianos. Estas relações formam os princípios e técnicas de tratamento utilizados na acupuntura, tuiná, (conhecido no ocidente como do-in), shiatsu e outras forma de tratamento baseadas nos meridianos.
Basicamente, todas as técnicas e princípios visam o reequilíbrio das energias dos meridianos e do corpo como um todo.

#### Horários em que a energia passa por cada um dos 12 meridianos
```

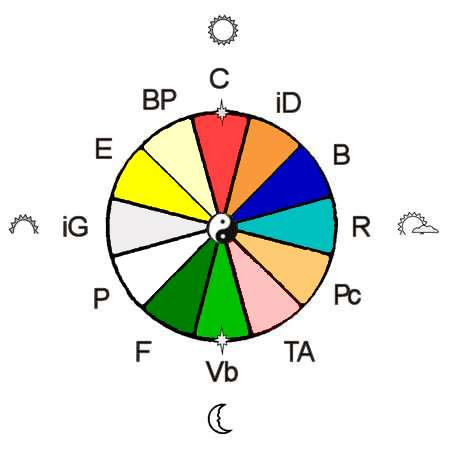

+---------+----+--------------------+
| Horários|    | Meridianos         |
+---------+----+--------------------+
| 23-01h  | Vb | Vesícula Biliar    |
+---------+----+--------------------+
| 01-03h  | F  | Fígado             |
+---------+----+--------------------+
| 03-05h  | P  | Pulmão             |
+---------+----+--------------------+
| 05-07h  | iG | Intestino Grosso   |
+---------+----+--------------------+
| 07-09h  | E  | Estômago           |
+---------+----+--------------------+
| 09-11h  | BP | Baço-Pâncreas      |
+---------+----+--------------------+
| 11-13h  | C  | Coração            |
+---------+----+--------------------+
| 13-15h  | iD | Intestino Delgado  |
+---------+----+--------------------+
| 15-17h  | B  | Bexiga             |
+---------+----+--------------------+
| 17-19h  | R  | Rins               |
+---------+----+--------------------+
| 19-21h  | Pc | Pericárdio         |
+---------+----+--------------------+
| 21-23h  | TA | Triplo Aquecedor   |
+---------+----+--------------------+
```

### Os Meridianos extraordinários
Os 8 meridianos extraordinários ou vasos maravilhosos.
| Nome                                            | Sigla    | Polaridade |
| ----------------------------------------------- | -------- | ---------- |
| Sistema Nervoso/Vaso governador Du Mai (Tou Mo) | SN ou VG | Yang       |
| Vaso da Concepção Ren Mai (Jenn Mo)             | VC       | Yin        |
| Chong Mai (Chong Mo)                            | -        | Yin        |
| Dai Mai (Tae Mo)                                | -        | Yang       |
| Yin Qiao Mai (Yin Keo Mo)                       | -        | Yin        |
| Yang Qiao Mai (Yang Keo Mo)                     | -        | Yang       |
| Yin Wei Mai (Yin Oe Mo)                         | -        | Yin        |
| Yang Wei Mai (Yang Oe Mo)                       | -        | Yang       |

### Meridianos Distintos
Também conhecidos por canais Colaterais ou Divergentes (Jing Bie), em número de 12, tem origem nos Canais de Energia Principais. Os canais de energia distintos a fazem a união Yin/Yang internamente,
Funções dos Canais Distintos ou Colaterais:
·    Completar a função de transporte energético do Qi e Xue para onde os canais principais não têm abrangência, além da cavidade abdominal, torácica e cabeça;
·    Realizam a conexão interna Yin/Yang, entre os canais e entre os órgãos e vísceras;
·   Equilibrar as energias Yin e Yang no alto (cabeça);
·   São barreiras entre o corpo e o meio ambiente, promovendo trocas energéticas

### Meridianos Tendino-musculares
Os meridianos tendino-musculares são relacionados aos 12 meridianos principais, mas se localizam externamente. Neles circulam as energias defensivas protetoras…

## Pontos dos meridianos
Cada meridiano tem vários pontos definidos, por onde se pode atuar para interferir na energia que o percorre. As formas mais comuns de atuação são: a agulha (geralmente de metal, embora haja relatos sobre agulhas de pedra na história antiga da acupuntura chinesa), a moxa (ou pequeno "incenso" colocado sobre a pele), ou ainda a pressão dos dedos.
Cada ponto tem uma característica determinada para atuar na energia do meridiano. Existem, por exemplo, pontos para tonificação (aumentar o fluxo de energia no meridiano), pontos de sedação (diminuir o fluxo de energia no meridiano), pontos de alarme (pontos doloridos que avisam sobre alterações importantes nas energias do meridianos), pontos de origem, pontos de união e outros.

## Pontos perigosos
De acordo com Chen, 1997, muitos livros textos clássicos de acupuntura descreveram contraindicações anatômicas quando usados certos pontos de Acupuntura. O Huang Di (Huangdi) Nei Jing (Livro do Imperador Amarelo) estabeleceu que o "cuidado deve ser tomado com a manipulação da agulha sobre importantes órgãos internos frágeis"; "penetração da agulha sobre a região torácica (musculo peitoral) pode perfurar o pulmão causando pneumotórax com tosse e dificuldade de respiração; "penetração da agulha em direção à bexiga do abdômen inferior pode perfurar a bexiga causando drenagem de urina ao abdômen inferior"; "penetração de agulha ao forame supra orbitário pode perfurar os vasos supra orbitários induzindo o sangramento maciço e causando cegueira"; penetração da agulha para o crânio pode perfurar o cérebro, induzindo lesão cerebral ou sangramento maciço que pode levar a morte imediata".
Esse mesmo autor seleciona 15 pontos entre os mais comumente usados como perigosos, a saber: B1 (Bexiga /Jing Ming); B15 (HsinShu); B51 (HuangMen);E1 (Estômago / ChengQi); E2 (Sibai); E9 (JenYing); E12 (Qe peng); E18 (JuKen); VB21 (Vesícula Biliar / ChienChing); VB20 (FengChih); VB24 (JihYueh); VC22 (Vaso da Concepção / TienTu); VG16 (Vaso Governador/ Feng Fu) além dos pontos extras da cabeça e pescoço em especial o Jing Bi

## Visão científica da teoria dos meridianos
Os cientistas não encontraram nenhuma evidência que apoie a existência dos meridianos. Segundo Steven Novella, “não há evidências de que os meridianos realmente existam. Correndo o risco de soar redundante, eles são tão inventados e fictícios quanto o éter, o flogisto, o Pé-Grande e os unicórnios."
Alguns defensores da medicina tradicional chinesa acreditam que os meridianos funcionam como conduites elétricos, baseados em observações de que a impedância elétrica através dos meridianos é menor do que em outras áreas do corpo. Uma revisão de estudos de 2008 descobriu que os estudos eram de baixa qualidade e as conclusões não se sustentavam.
Nos Estados Unidos, o National Council Against Health Fraud concluiu que "[os] meridianos são imaginários; suas localizações não se relacionam com os órgãos internos e, portanto, não se relacionam com a anatomia humana."